# Stictoptera basisuffusa
Stictoptera basisuffusa là một loài bướm đêm trong họ Noctuidae.